# Tacoignières
Tacoignières és un municipi francès, situat al departament d'Yvelines i a la regió de Illa de França. L'any 2007 tenia 1.027 habitants.
Forma part del cantó de Bonnières-sur-Seine, del districte de Mantes-la-Jolie i de la Comunitat de comunes del Pays Houdanais.

## Demografia

### Població
El 2007 la població de fet de Tacoignières era de 1.027 persones. Hi havia 345 famílies, de les quals 64 eren unipersonals (44 homes vivint sols i 20 dones vivint soles), 96 parelles sense fills, 169 parelles amb fills i 16 famílies monoparentals amb fills.
La població ha evolucionat segons el següent gràfic:
Habitants censats

### Habitatges
El 2007 hi havia 394 habitatges, 362 eren l'habitatge principal de la família, 20 eren segones residències i 11 estaven desocupats. 383 eren cases i 9 eren apartaments. Dels 362 habitatges principals, 328 estaven ocupats pels seus propietaris, 21 estaven llogats i ocupats pels llogaters i 13 estaven cedits a títol gratuït; 2 tenien una cambra, 8 en tenien dues, 29 en tenien tres, 82 en tenien quatre i 241 en tenien cinc o més. 303 habitatges disposaven pel capbaix d'una plaça de pàrquing. A 152 habitatges hi havia un automòbil i a 203 n'hi havia dos o més.

### Piràmide de població
La piràmide de població per edats i sexe el 2009 era:
| Homes | Edats   | Dones |
| ----- | ------- | ----- |
| 0     | 95 o +  | 0     |
| 0     | 90 a 94 | 0     |
| 8     | 85 a 89 | 0     |
| 4     | 80 a 84 | 4     |
| 8     | 75 a 79 | 12    |
| 12    | 70 a 74 | 16    |
| 24    | 65 a 69 | 12    |
| 24    | 60 a 64 | 16    |
| 20    | 55 a 59 | 24    |
| 40    | 50 a 54 | 36    |
| 44    | 45 a 49 | 56    |
| 44    | 40 a 44 | 40    |
| 44    | 35 a 39 | 52    |
| 8     | 30 a 34 | 24    |
| 28    | 25 a 29 | 12    |
| 24    | 20 a 24 | 40    |
| 40    | 15 a 19 | 68    |
| 40    | 10 a 14 | 32    |
| 40    | 5 a 9   | 16    |
| 40    | 0 a 4   | 12    |

## Economia
El 2007 la població en edat de treballar era de 675 persones, 512 eren actives i 163 eren inactives. De les 512 persones actives 479 estaven ocupades (263 homes i 216 dones) i 33 estaven aturades (15 homes i 18 dones). De les 163 persones inactives 47 estaven jubilades, 70 estaven estudiant i 46 estaven classificades com a «altres inactius».

### Ingressos
El 2009 a Tacoignières hi havia 365 unitats fiscals que integraven 1.040 persones, la mediana anual d'ingressos fiscals per persona era de 26.065 €.

### Activitats econòmiques
Dels 37 establiments que hi havia el 2007, 1 era d'una empresa extractiva, 1 d'una empresa de fabricació d'altres productes industrials, 8 d'empreses de construcció, 7 d'empreses de comerç i reparació d'automòbils, 1 d'una empresa de transport, 1 d'una empresa d'hostatgeria i restauració, 3 d'empreses financeres, 8 d'empreses de serveis, 3 d'entitats de l'administració pública i 4 d'empreses classificades com a «altres activitats de serveis».
Dels 9 establiments de servei als particulars que hi havia el 2009, 2 eren tallers de reparació d'automòbils i de material agrícola, 1 paleta, 1 guixaire pintor, 1 fusteria, 3 lampisteries i 1 restaurant.

## Equipaments sanitaris i escolars
El 2009 hi havia una escola elemental.

## Poblacions més properes
El següent diagrama mostra les poblacions més properes.